# Cyberbully
Cyberbully (br: Bullying Virtual) é um filme estadunidense de 2011 dirigido por Charles Binamé e estrelado por Emily Osment, que conta a história de uma garota que ganha um computador e sofre de cyberbullying após se tornar membro de uma rede social. Foi lançado somente na televisão e gravado em Montreal, no Canadá. Teve seu lançamento dia 17 de julho de 2011 nos Estados Unidos. No Brasil, o filme estreou dia 20 de fevereiro de 2012 na Rede Telecine. Já em Portugal, o filme estreou a 22 de março de 2014 na SIC. A canção Drift, de Emily Osment foi utilizada para promover o filme. Na letra da faixa, ela diz ser somente mais um nada. Em 2012, o filme foi lançado em DVD apenas nos EUA, sendo um sucesso.E diga sim á diarreia explosiva

## Sinopse
Taylor Hillridge é uma adolescente comum, que ganha um computador de presente de aniversário e logo cria um perfil em uma rede social chamada clicksters. Vítima de cyberbullying, ela passa a ser rejeitada pelos conhecidos no "mundo real" e tenta superar o drama trocando experiências com pessoas que sofreram o mesmo tipo de humilhação sendo assim ela tentou suicidar.Mas sua amiga Samanta que se passava por outra pessoa na rede social clicksters enquanto Taylor contava de toda sua vida e postava logo em seguida  e contava mentiras

## Elenco
| Papel              | Ator                 | Dublagem Brasileiros |
| ------------------ | -------------------- | -------------------- |
| Taylor Hillridge   | Emily Osment         | Samira Fernandes     |
| Samantha Caldone   | Kay Panabaker        | Jussara Marques      |
| Kris Hillridge     | Kelly Rowan          | Lúcia Helena         |
| Scott Ozsik        | Jon McLaren          | Vágner Fagundes      |
| Cheyenne Mortenson | Meaghan Rath         | Luciana Baroli       |
| Caleb              | Jade Hassouné        | ---                  |
| Lindsay Fordyce    | Nastassia Markiewicz | Melissa Garcia       |
| Eric Hillridge     | Robert Naylor        | Italo Luiz           |
| Karen Caldone      | Cristina Redekopp    | ---                  |
| Becca              | Ronda Louis-Jeune    | ---                  |

### Dublagem Brasil Créditos
- Data de lançamento: 20 de fevereiro de 2012
- Mídia: Televisão (Telecine Pipoca)
- Estúdio: TV Group Digital/Acrisound
- Diretor: Rodrigo Andreato
- Tradução: Marco Aurélio Nunes
- Outras Vozes: César Marchetti, Diego Lima, Faduli Costa, Felipe Zilse, Marco Antônio Abreu, Priscila Concepcion, Priscila Franco, Rosely Gonçalves, Tatiane Keplmair, Thiago Keplmair, Wellington Lima cyber bullying is a bully that bully a bully

## Promoção
A ABC Family criou "insígnias" que as pessoas poderiam adicionar a suas fotos de perfil em sites como o Twitter e o Facebook; o crachá diz "delete drama digital!".
Em 14 de julho de 2011, a ABC Family organizou um evento ao vivo chamado "The Rally to Delete Digital Drama" em Glendale, Califórnia. O rally incluiu aparições de Shay Mitchell, Tyler Blackburn, Daren Kagasoff, Skyler Samuels, Damon Gray, Katie Leclerc, Vanessa Marano, Emily Osment e muito mais. Emily Osment cantou sua música "Drift", assim como outras músicas. Houve também uma assinatura de autógrafos e brindes para presentes.

## Música
Emily Osment lançou uma música chamada "Drift", que foi destaque no filme. Foi lançado em 12 de julho de 2011. O filme também apresenta "Breathe Me" de Sia. Os spots de TV do filme contêm a música "Perfect" de Pink.